# Ethan A. Hitchcock (Politiker)

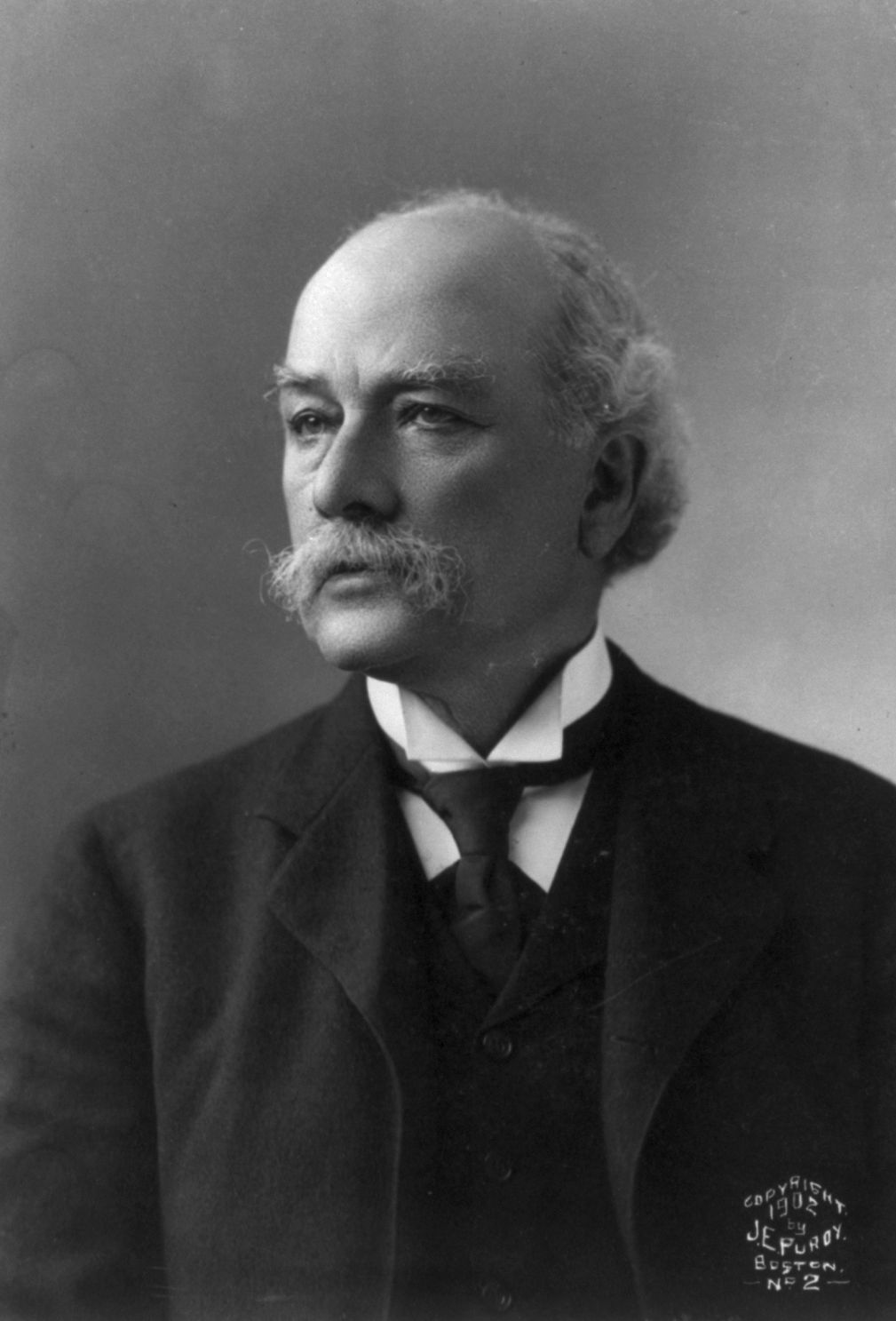
Ethan A. Hitchcock

Ethan Allen Hitchcock (* 19. September 1835 in Mobile, Alabama; † 9. April 1909 in Washington, D.C.) war ein US-amerikanischer Jurist und Politiker (Republikanische Partei), der von 1899 bis 1907 dem US-Kabinett als Innenminister angehörte.
Nachdem Hitchcock 1855 seinen Abschluss an einer privaten Militärakademie in Connecticut gemacht hatte, verschlug es ihn nach Hongkong, wo er die dortige Filiale einer Firma aus St. Louis leitete. Als er diesen Posten 1872 aufgab, hatte er sich in Geschäftskreisen einen guten Namen gemacht. In der Folge amtierte er als Präsident mehrerer Eisenbahn- und Bergbaugesellschaften sowie Manufakturen.
Sein erstes öffentliches Amt übernahm er dann auch erst in hohem Alter. 1897 ernannte ihn US-Präsident William McKinley zum Gesandten in Russland. Hintergrund war die Absicht, auf diesem Weg die Handelsbeziehungen zwischen beiden Staaten zu intensivieren. Im folgenden Jahr wurde Hitchcock zum offiziellen Botschafter befördert.
Am 21. Dezember 1898 berief der Präsident Ethan Hitchcock dann als Innenminister in sein Kabinett; es dauerte allerdings zwei Monate, bis er aus Russland zurückgekehrt war und sein Amt tatsächlich antreten konnte. Er machte sich in der Folge vor allem um den Naturschutz und seinen Einsatz für die Interessen der indianischen Ureinwohner verdient. Zudem verschärfte er die Strafverfolgung bei Landbetrügereien.
Dass er dabei aber auch in Konflikt mit republikanischen Kongressabgeordneten geriet, trübte sein Verhältnis zur eigenen Partei. Überdies gehörte er auch nicht zum Tennis cabinet, dem engeren Ministerkreis um McKinleys Nachfolger als Präsident, Theodore Roosevelt. So trat er schließlich am 4. März 1907 von seinem Posten zurück. Zwei Jahre später starb Ethan Hitchcock in Washington.